# Norra Liang
Norra Liang (北涼; Bĕi Liáng) var en stat under tiden för De sexton kungadömena i Kina. Staten existerade år 398 till 439.
Staten grundades av folkgruppen Xiongnu.